# Liste der Monuments historiques in Fontenet
Die Liste der Monuments historiques in Fontenet führt die Monuments historiques in der französischen Gemeinde Fontenet auf.

## Liste der Objekte
| Bezeichnung       | Beschreibung              | Standort               | Kennzeichnung | Schutzstatus | Datum | Bild           |
| ----------------- | ------------------------- | ---------------------- | ------------- | ------------ | ----- | -------------- |
| Kirche St-Vincent | Erbaut im 12. Jahrhundert | Rue de l’Église (Lage) | PA00104692    | Inscrit      | 1925  | weitere Bilder |